# Confederação da Agricultura e Pecuária
A Confederação da Agricultura e Pecuária do Brasil (originalmente Confederação Nacional de Agricultura - CNA) é uma entidade sindical de grau superior responsável pela representação e defesa dos interesses dos produtores rurais comerciais do Brasil. Sua atuação ocorre no âmbito federal, junto ao Congresso Nacional, ao Governo Federal e os tribunais superiores. Faz parte do Sistema CNA, que também compreende as federações da agricultura estaduais e os sindicatos rurais municipais.

## História
Em março de 1963, o presidente João Goulart sancionou a Lei nº 4.214, que instituiu o Estatuto do Trabalhador Rural. Entre suas disposições, a legislação promoveu a sindicalização do campo. Em seu artigo 131, havia a previsão de que o presidente da República decretaria o reconhecimento de uma confederação quando a diretoria desta assim o solicitasse. Após o Ministério da Agricultura cortar os subsídios fornecidos à  Confederação Rural Brasileira (CRB), a organização requereu sua sindicalização, nos termos da legislação promulgada. Em 31 de janeiro de 1964, Goulart expediu o Decreto-Lei nº 53.516 reconhecendo a CRB como uma entidade sindical de grau superior, incumbida de coordenar os "interesses econômicos da agricultura, da pecuária e similares, da produção extrativa rural em todo o território nacional." O decreto também alterou seu nome para Confederação Nacional da Agricultura (CNA).
A CRB manteve relações tensas com o governo Goulart, em especial por conta da reforma agrária defendida pelo presidente. A organização publicou editoriais em que acusava o governo Goulart de promover a subversão e ameaçar a propriedade privada no campo. Com o golpe militar de 1964, as relações da CNA com governo brasileiro melhoraram. Durante os governos militares, os interesses defendidos pela organização foram sucessivamente acatados. Em 1968, a CNA mudou sua sede do Rio de Janeiro para Brasília, onde atualmente mantém-se. Em 1977, adotou a revista Agricultura - A Força Verde como seu órgão oficial de comunicação.
Na década de 1980, as relações da CNA com o governo federal deterioram-se, em especial por conta das crises econômicas que afetavam o país. Em 1985, houve uma cisão interna, em que as federações do Rio Grande do Sul, Paraná e Minas Gerais criaram a Frente Ampla da Agropecuária Nacional por discordarem da gestão de Flávio Brito, que comandava a CNA desde 1967. No decorrer da Assembleia Nacional Constituinte, responsável pela criação da nova carta magna, a representação do setor agrário sofreu divisão entre a CNA, a Frente Ampla e União Democrática Ruralista (UDR), liderada por Ronaldo Caiado. Brito deixou a presidência da entidade em 1987 e foi substituído por Alysson Paulinelli, antigo ministro da Agricultura.
Em 1993, a CNA tornou a publicar o Agropecuária Agora e o Informativo Parlamentar, ambos boletins semanais criados com vistas à publicizar suas ações. O primeiro era distribuído aos seus membros e o segundo aos parlamentares simpatizantes. Naquele ano, Antônio Ernesto de Salvo foi reeleito como presidente. Salvo acabaria sendo reeleito sucessivas vezes. Em 1994, após pouco mais de duas décadas, voltou a publicar a revista Gleba, posteriormente denominada Informativo Técnico Revista Gleba. Foi através desta publicação que em 1998 a CNA referiu que, embora exitoso em controlar a inflação, o Plano Real trouxe "efeitos nocivos [que] causaram prejuízos ao setor agropecuário."
Em 2007, Fábio de Salles Meirelles assumiu a presidência em virtude do falecimento de Salvo. Em 2008, a senadora Kátia Abreu se tornou a primeira mulher a ocupar o cargo, reelegendo-se em 2011 e 2014. Abreu licenciou-se da entidade ao assumir como ministra da Agricultura, em 2015. O afastamento de Dilma Rousseff levou Abreu a deixar o ministério e almejar seu retorno à CNA. No entanto, sua proximidade com a presidente da República criou uma resistência interna na confederação. A diretoria da CNA buscou impedir que tal retorno ocorresse, um movimento considerado por Abreu como uma tentativa de "golpe". Abreu eventualmente não obteve êxito em seu intento, tendo em vista que a unanimidade da diretoria e dos presidentes das federações estaduais efetivaram João Martins da Silva Junior na presidência. Martins foi reeleito em 2017 para um mandato de quatro anos.
Desde o início da Nova República, a CNA expressou determinadas posições políticas. Em 1992, optou por não se manifestar em relação ao processo de impeachment contra Fernando Collor, alegando divisão em sua bancada. Décadas depois, em 2016, declarou apoio ao processo de impeachment contra Dilma Rousseff, emitindo nota em que acusou a presidente de "reiterados erros de política econômica e pelo colapso fiscal". De acordo com o sindicato, a posição foi tomada "diante da manifestação dos representantes dos produtores rurais em todo o País  [sic] e em consonância com a sociedade brasileira." Na eleição presidencial de 2018, o presidente da confederação foi um dos signatários de uma nota pública que externou a "firme crença de que o voto em Jair Bolsonaro é a melhor opção para aqueles que se preocupam com a produção rural brasileira." Durante a campanha eleitoral, o presidenciável Ciro Gomes, cuja vice era a ex-presidente Abreu, declarou: "E eles [a CNA] são tudo Bolsonaro, tudo doente, tudo fascista."

## Objetivos
O Decreto-Lei nº 53.516/1964 reconheceu a Confederação Rural Brasileira como uma entidade sindical de grau superior. Em seu estatuto atualmente em vigência, datado de novembro de 2015, lê-se que a CNA é "constituída pela categoria econômica dos ramos da agricultura, da pecuária, do extrativismo rural, da pesca, da silvicultura e da agroindústria." O texto elenca como princípios da CNA a valorização do produtor e do trabalhador rural, o respeito às diferenças regionais, a livre iniciativa, a democracia representativa, o direito de propriedade, a responsabilidade sócio-econômica e ambiental, entre outros. Em seu endereço eletrônico, a entidade declara como missão "representar, organizar e fortalecer os produtores rurais brasileiros. Defende, também, seus direitos e interesses, promovendo o desenvolvimento econômico e social do setor agropecuário."

## Estrutura e organização
A Confederação Nacional de Agricultura é parte do Sistema CNA, que também é integrado por 27 federações Estaduais de Agricultura e dois mil sindicatos rurais municipais. Conforme disposições estatutárias, a CNA possui três órgãos: o Conselho de Representantes, a Diretoria o Conselho Fiscal. O Conselho de Representantes está no topo da hierarquia organizacional, e dele fazem parte os presidentes das Federações Estaduais de Agricultura. É este órgão que aprova os planos e programas da CNA, suas contas e elege a Diretoria, entre outros. A Diretoria executa as atividades administrativas da entidade, sendo formada pelo presidente e seis vice-presidentes. Ao Conselho Fiscal foram atribuídas as funções ligadas ao acompanhamento econômico e financeiro, devendo emitir pareceres a este respeito. Seus membros são designados pelo Conselho de Representantes, por voto secreto.

### Financeiro
Em 2008, o Canal Rural estimou em R$ 180 milhões o orçamento anual administrado pela CNA. Desde 1997, foi a destinatária da arrecadação da contribuição sindical paga pelos associados. O cálculo do valor a ser pago varia para as pessoas físicas e jurídicas: para pessoas físicas "é efetuado com base nas informações prestadas pelo proprietário rural ao Cadastro Fiscal de Imóveis Rurais (CAFIR)", enquanto que para jurídicas "é calculada com base na Parcela do Capital Social – PCS, atribuída ao imóvel." Em 2009, o Superior Tribunal de Justiça (STJ) exarou a Súmula 396, que conferiu à CNA legitimidade ativa para a ajuizar ação de cobrança da contribuição sindical rural. O valor arrecadado a tal título era distribuído entre as entidades sindicais e à União, através do Ministério do Trabalho. Em 2017, contudo, a Reforma trabalhista tornou voluntário o pagamento da contribuição sindical.
Em 2018, através do Decreto nº 9.274, o presidente Michel Temer determinou que o Serviço Nacional de Aprendizagem Rural (Senar), parte do Sistema S, repassasse à CNA até 5% de seu orçamento anual, o que, no ano anterior, representaria R$ 41,4 milhões; o Sistema S já transferia recursos para outras confederações, como a Confederação Nacional da Indústria (CNI). O objetivo era fornecer uma fonte de recurso que suprisse a queda ocorrida com o fim das contribuições sindicais obrigatórias. A Força Sindical protestou contra o decreto, arguindo que este não garantia um "tratamento isonômico e equilibrado ao capital e ao trabalho" e que era "uma clara demonstração de que o Governo Federal é agente ativo no desbalanceamento das relações de trabalho no Brasil a favor dos interesses empresariais." Houve proposta de decreto legislativo que sustasse a eficácia do decreto presidencial, mas o texto manteve-se hígido.

### Lista de presidentes

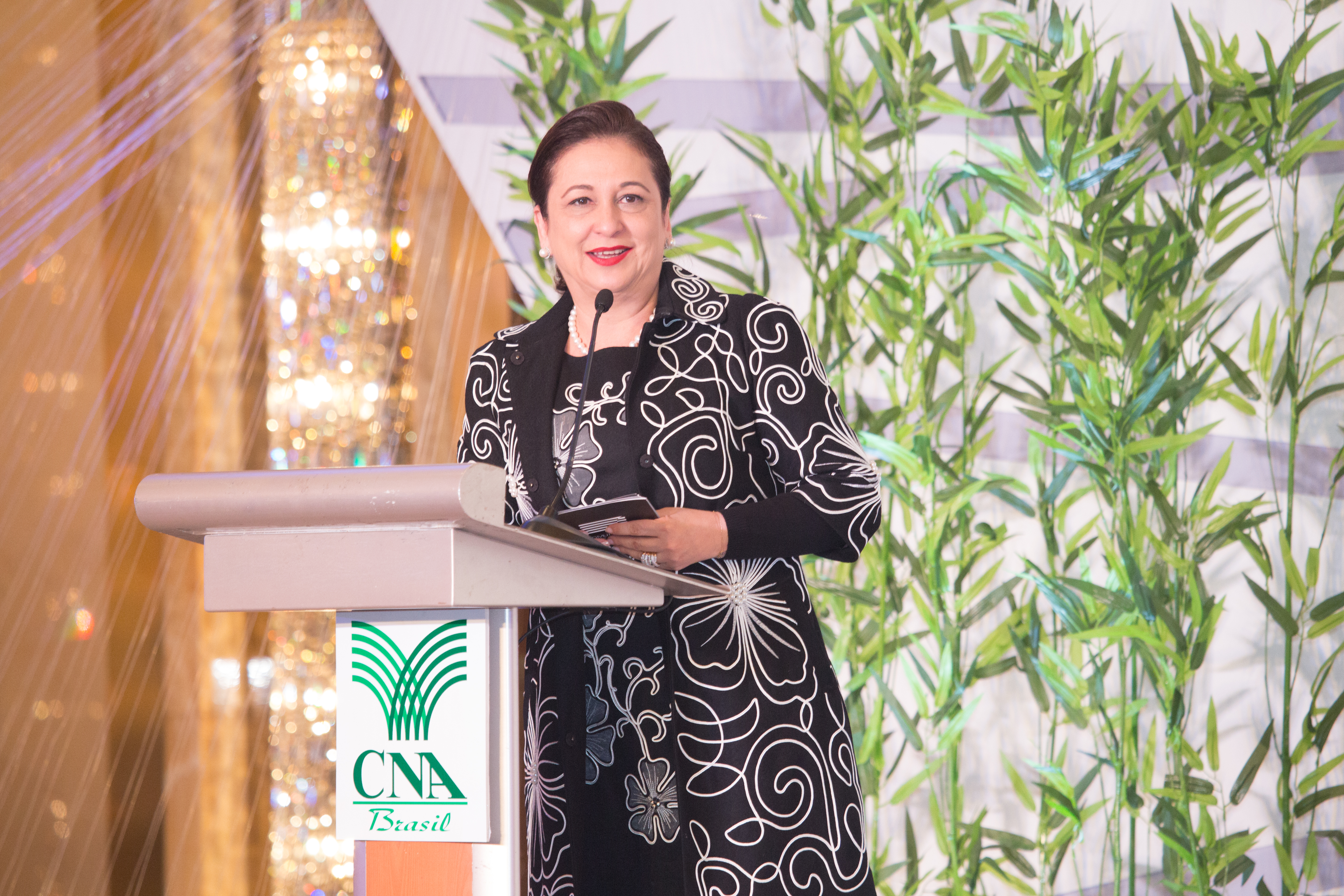
Kátia Abreu foi a primeira e única mulher a presidir a CNA. Na imagem, Abreu discursa durante jantar com empresários brasileiros e chineses do setor agropecuário, em 2013

O presidente da CNA é eleito juntamente com uma chapa, que concorre à Direção da organização. Considera-se eleito aquele obtiver maioria de votos dos presidentes das Federações Estaduais de Agricultura, desde que presente quórum mínimo. Em 2017, o presidente em exercício João Martins da Silva Junior se tornou o primeiro a encabeçar uma chapa que recebeu a unanimidade dos votos das federações.
| Presidente | Presidente | Presidente                   | Início | Fim        |
| ---------- | ---------- | ---------------------------- | ------ | ---------- |
| 1          |            | Flávio Costa Brito           | 1967   | 1987       |
| 2          |            | Alysson Paulinelli           | 1987   | 1990       |
| 3          |            | Antônio Ernesto de Salvo     | 1990   | 2007       |
| 4          |            | Fábio de Salles Meirelles    | 2007   | 2008       |
| 5          |            | Kátia Abreu                  | 2008   | 2015       |
| 6          |            | João Martins da Silva Junior | 2015   | incumbente |